# زیردریایی کلاس سودرمانلاند
زیردریایی کلاس سودرمانلاند (به انگلیسی: Södermanland-class submarine) یک کلاس از زیردریایی است که طول آن ۶۰٫۵ متر (۱۹۸ فوت ۶ اینچ) می‌باشد.